# Marie Anna Kateřina z Oettingen-Spielbergu
Marie Anna Kateřina z Oettingen-Spielbergu (německy Maria Anna Katharina von Oettingen-Spielberg, 21. září 1693 Vídeň – 15. dubna 1729 Hlohov, Slezsko) byla kněžna z Lichtenštejna, rozená hraběnka z Oettingen-Spielbergu.

## Život
Narodila se jako nejstarší z celkem šestnácti dětí hraběte Františka Albrechta z Oettingen-Spielbergu (1663–1737), který byl v roce 1734 povýšen do říšského knížecího stavu, a jeho manželky Johany Markéty ze Schwendi (1672–1727).
Dva z jejích bratrů byli knížata Jan Alois I. a Antonín Arnošt z Oettingen-Oettingenu a Oettingen-Spielbergu.
Marie Anna Kateřina z Oettingen-Spielbergu, kněžna z Lichtenštejna zemřela 15. dubna 1729 ve slezském Hlohově a byla pochována v tamním farním kostele, nikoli v Lichtenštejnské rodové hrobce ve Vranově.[zdroj?]

### Manželství a potomstvo
3. srpna 1716 se provdala ve Vídni za již dvakrát ovdovělého lichtenštejnského prince Josefa Jana Adama. Jeho poslední manželka Marie Anna z Thunu-Hohenštejna zemřela šest měsíců předtím.
Pět let po sňatku s Marií Annou Kateřinou se Josef Jan Adam stal vládnoucím knížetem z Lichtenštejna. Pár měl pět dětí, z toho:
- princ Josef Antonín (1720–1723)
- princezna Marie Terezie (28. prosince 1721 – 19. ledna 1753), ⚭ 1741 Josef I. Adam ze Schwarzenbergu (25. prosince 1722 – 17. února 1782), 9. vévoda krumlovský a 4. kníže ze Schwarzenbergu
- princ Jan Nepomuk Karel (8. července 1724 – 22. prosince 1748), od roku 1732 kníže z Lichtenštejna, ⚭ 1744 hraběnka Marie Josefa z Harrachu (20. listopadu 1727 – 15. února 1788)